# 巴巴贝
巴巴贝（法語：Bababé）是毛里塔尼亚南部的一个市镇，临近塞内加尔边界，属卜拉克纳省管辖。根据毛里塔尼亚2000年的统计数据，巴巴贝共有居民11,802人。